# 노달 회로분석

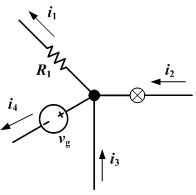
노달의 회로분석은 키르히호프의 전류법칙을 기초로 한다.

회로분석에서 노달 분석, 노달 전압 분석, 또는 전류 분기점 분석법은 접속점, 교점(분기선이 만나는 지점 이나 분기선의 연결지점) 회로의 전압차를 분석하는 방법이다.
우리는 회로 분석에 있어서 KCL 이나 KVL 법칙을 이용할 수 있다.노달의 분석법에서는 선의 교점(노드)에서 들어오고 나가는 전류의 합은 0 이어야 한다(KCL). 그리고 분선(Branch, 선)에 공급된 전압의 합과 분배된 전압의 합도 같아야 한다(KVL).
회로에 전류가 인가 되면 각 분선에 어드미턴스에 전압이 분배된다.(어드미턴스는 일반적으로 저항(R)이면 R=1/G의 식이 성립된다.) 예를 들면, 옴의 법칙에 의해 V=IR 의 식이 성립되면, I분선 = V분선 * G, 의 식도 역시 성립된다. 여기서 G (=1/R)이며 저항에 대한 어드미턴스(admittance)이다.
노달 분석법은 어드미턴스로 표시되는 모든 회로의 구성요소에 대하여 분석이 가능하다.
노달 분석법은 만약 우리가 공부하는 일반 책의 작은 회로에서 라면 손으로 분석이 가능하면 즉시 선형회로에 적용도 가능하다. 또한 이 작은 분석의 원리는 이후 큰 회로분석 회로 시뮬레이션 프로그램 (스파이스(SPICE)같은)과 같은 분석의 기초가 된다.만약 회로 내의 인자가 어드미턴스로 표현되지 않는 경우에는 우리는 노달변형 회로분석(modified nodal analysis)을 이용한다.
비교적 간단한 선형 회로에서는 직접 노달 분석법이 적용되며, 비선형회로와 같은 더 복잡한 회로에서는 뉴턴의분석방법(Newton's method)을 추가로 이용하여 노달 분석법으로 분석 할 수 있다.

## 분석방법
1. 회로 안의 모든 연결된 요소의 선을 우리는 교점(nodes)이라 한다. 이 교점을 기준으로 KCL을 적용한다.
2. 이중 하나의 선을 선택하여 접점(그라운드)화 한다. 각 교점에 대하여 임의적으로 전류의 흐름은 방향을 선택해야 한다. 전류의 방향을 다른게 선택된다 할지라도 결과에는 영향이 없다. 즉 이것은 회로내에 영향을 주기 위한 것이 아니라, 분석 방법의 차이다.
3. 각 교점에 대하여 전압에 대한 명확한 정의가 없으면, 임의로 우리는 전압을 규정하고 KCL의 법칙에 근거하여 전압을 계산한다.
4. 인가 전압이 두개의 임의의 노드 사이에 있는 경우는 즉 수퍼노드는 두개의 노드로 취급한다.

### 기본 예제

임의의 회로에 대한 기본 예제, V_{1}.

그라운드를 제외한 교점은 V1 이라 정의한다. V1에 대하여 3개의 전류가 인가되며, V1에 대하여 Is는 입력 R1과 R2는 출력 방향으로 가정한다.
1. KCL의 법칙에 의거하여 Is(입력전류) = IR1(출력전류) + IR2(출력전류)가 된다. 또는 -Is(입력전류) + IR1(출력전류) + IR1(출력전류) = 0으로 정의 된다.
2. IR1 즉 R1 에 흐르는 전류는: (V1 - VS) / R1 이다(I=V/R). (V1 - VS) 인 이유는 전류는 전압이 높은 곳에서 낮은 곳으로 흐르므로 앞에서 우리는 전류의 방향을 이미 가정했다. 이것에 근거하여 전압이 높은 곳은 V1이 되면, 전압이 낮은 곳은 VS 가 된다. 단순히 전원소스라고 해서 높은 전압이 되지는 않는다.
3. R2에 흐르는 전류 IR2는: V1 / R2이다.
4. IS는 : -IS. IS는 전류 소스이므로 그대로 방향만 변환하여 기입한다

위의 식을 그대로 KCL에 대입하면:
{\displaystyle {\frac {V_{1}-V_{S}}{R_{1}}}+{\frac {V_{1}}{R_{2}}}-I_{S}=0}

우리가 궁금해 하는 식은 V1에 관한 것이므로 이것에 관하여 식을 물면:
{\displaystyle V_{1}=\left({\frac {V_{S}}{R_{1}}}+I_{S}\right):\left({\frac {1}{R_{1}}}+{\frac {1}{R_{2}}}\right)}

주어진 값을 대입하면, 우리는 V1을 얻을 수 있고, 이 회로의 모든 값을 풀 수 있다.
{\displaystyle V_{1}=\left({\frac {5{\text{ V}}}{100\,\Omega }}+20{\text{ mA}}\right):\left({\frac {1}{100\,\Omega }}+{\frac {1}{200\,\Omega }}\right)\approx 4.667{\text{ V}}}

## 같이 보기
- 전하량 보존 법칙
- 회로도